# Caluango
Caluango é uma vila e comuna angolana que se localiza na província da Lunda Norte, pertencente ao município do Cuílo.